# Zoran Ljubinković
Zoran Ljubinković (in serbo Зоран Љубинковић?; Subotica, 4 luglio 1982) è un ex calciatore serbo, di ruolo difensore.

## Carriera
Ha giocato principalmente nel campionato serbo, e nel 2011 si è trasferito all'Oțelul Galați.

## Palmarès

### Club

#### Competizioni nazionali
- Supercupa României: 1

Oțelul Galați: 2011